# Schwarzbachtal (HX)
Das Naturschutzgebiet (NSG) Schwarzbachtal (HX) ist ein Naturschutzgebiet im Kreis Höxter in Nordrhein-Westfalen. Das 290,0885 ha große NSG mit der Schlüssel-Nummer HX-005K1 wurde im Jahr 1942 ausgewiesen. Es erstreckt sich auf dem Gebiet der Stadt Warburg nordwestlich der Kernstadt zwischen Blankenrode im Westen und Hardehausen im Osten. Südwestlich des Gebietes verläuft die A 44, östlich die B 68.
Der östliche Abschnitt des Naturschutzgebietes ist Teil des Wisentgeheges Hardehausen und beherbergt die Flachlandwisent-Population.